# Saint-Michel-de-Chavaignes
Saint-Michel-de-Chavaignes é uma comuna francesa na região administrativa do País do Loire, no departamento de Sarthe. Estende-se por uma área de 18.37 km². Em 2010 a comuna tinha 744 habitantes (densidade: 40,5 hab./km²).